# Stadhouderlijk Hof
Het Stadhouderlijk Hof te Leeuwarden is een voormalig paleis van de koninklijke familie en was in haar bezit tot 1971.

## Geschiedenis

### 16e eeuw: Rolkemahuis
Het oorspronkelijke gebouw (Rolkemahuis) werd in 1564 gebouwd voor Boudewijn van Loo, rentmeester-generaal van Filips II van Spanje. In 1587 werd het de woning van de stadhouder Willem Lodewijk van Nassau-Dillenburg en zijn vrouw en nicht Anna van Nassau. Vervolgens erven de nieuwe stadhouders het Hof, en zo komt Willem Frederik van Nassau-Dietz er te wonen en laat een tuin aanleggen, de nog steeds bestaande Prinsentuin. Later bewoonden zijn zoon en kleinzoon het gebouw, Hendrik Casimir II van Nassau-Dietz en Johan Willem Friso van Nassau-Dietz.

### 17e eeuw: Dekamahuis toegevoegd
In het jaar 1603 werd het naburige Dekamahuis aan het complex toegevoegd. In die tijd had het hof renaissance trapgevels met sierbogen en gebeeldhouwde leeuwen en wapens. In 1661 werd het 'met excessieve kosten' verbeterd en verfraaid en in het jaar 1687 kreeg de stadhouder 10.000 gulden per jaar voor het onderhoud. In het midden van de zeventiende eeuw telde het gebouw 37 vertrekken, die blijkbaar rijk versierd waren, want al in 1633 werd melding gemaakt van de aanwezigheid van 288 schilderijen.

### 18e eeuw: Vertrek stadhouder
In 1709 werd het huis verbouwd naar plannen van Daniël Marot. Voor de komst van de Britse prinses Anna van Hannover, dochter van koning George II, die in 1734 trouwde met stadhouder Willem Carel Hendrik Friso, prins van Oranje en Nassau, werd het hof wederom verbouwd en uitgebreid. In 1747 vertrok de stadhouder uit Leeuwarden, omdat hij tot stadhouder - Willem IV - van alle gewesten werd benoemd. Het gebouw bleef - als tijdelijke verblijfplaats - in het bezit van de familie. In 1789-1795 werd het door Philip Willem Schonck ingrijpend verbouwd.

### 19e eeuw: Radicale verbouwing
In 1878 droeg koning Willem III de verantwoordelijkheid voor het gebouw over aan de Staat. Zij besloten het voormalige Stadhouderlijk hof te laten verbouwen tot officiële residentie van de commissaris van de koning, en pied-à-terre van de koninklijke familie. In 1880-1881 werd het gebouw ingrijpend verbouwd door architect Herman Rudolf Stoett. Daarbij verloor het gebouw zijn oorspronkelijke uiterlijk. De hoge daken werden verlaagd, de oorspronkelijke bakstenen gevels werden wit gepleisterd en er kwam een nieuwe hoofdingang, met erboven een balkon, op een andere plaats in de voorgevel. Stoett behield enkele oude elementen, en Victor de Steurs en Pierre Cuypers adviseerden het ministerie om onder andere panelen met Chinees lakwerk (onderdeel geweest van het appartement van prinses Albertine Agnes van Oranje-Nassau) over te brengen naar het Rijksmuseum. Hier is het lakkabinet opgenomen in de vaste presentatie.

### 20e eeuw: Van ambtswoning naar hotel
Het pand is na die tijd geruime tijd de ambtswoning van de Friese Commissaris van de Koning respectievelijk Koningin geweest. De laatste bewoner was de commissaris van de Koningin Harry Linthorst Homan. In 1971 kwam het gebouw in handen van de gemeente Leeuwarden. Sinds 1996 is in het pand een hotel gevestigd. Het interieur bevat delen uit de 18e- en de 19e eeuw. Hoogtepunt is de Nassauzaal met imposante portretten van leden van de Nassaus. De portretten zijn eigendom van het Fries Museum.